# Hartford County
Hartford County is een county in de Amerikaanse staat Connecticut.
De county heeft een landoppervlakte van 1.905 km² en telt 857.183 inwoners (volkstelling 2000). De hoofdplaats is Hartford.